# Нікітін Ігор Григорович
І́гор Григо́рович Нікі́тін — підполковник Збройних сил України.
Станом на лютий 2019 року — складі 12-ї авіаційної бригади.

## Нагороди
За особисту мужність, сумлінне та бездоганне служіння Українському народові, зразкове виконання військового обов'язку відзначений — нагороджений
- орденом Богдана Хмельницького III ступеня (4.12.2016).